# Clavinet

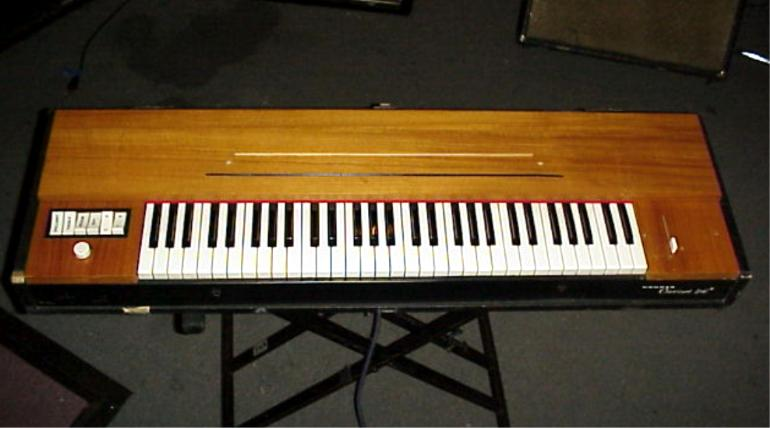
Clavinet D6, het populairste model

Een clavinet is een toetsinstrument dat behoort tot de snaarinstrumenten. Het werd gemaakt door het Duitse bedrijf Hohner en is in de jaren zestig bedacht door de musicus en ingenieur Ernst Zacharias. In feite is het een versterkt clavichord. De clavinet werd vooral in funk- en rocknummers gebruikt.

## Werking

Toonopwekkingsprincipe
1:Stemmechaniek; 2:Demper; 3:Hamer; 4:Aambeeld; 5:Toets; 6:Snaar; 7:Opnemer; 8:Snaarhouder

Elke toets heeft een rubber dopje dat tegen een snaar hamert als de toets wordt ingedrukt; dit is vergelijkbaar met de metalen tangent van een gewoon clavichord. Het eind van de snaar dat het verst van de toets ligt loopt door wat draadjes wol die de snaar dempen zodra de toets wordt losgelaten. De hamers zitten direct onder de toetsen.
De meeste modellen hebben twee stel elektromagnetische opnemers, die boven en onder de snaren zitten. De clavinet heeft schakelaars om de opnemers te kiezen. Het uitgangsniveau ligt op het niveau van een elektrische gitaar, zodat de clavinet kan worden versterkt met een gitaarversterker. Aanvankelijk hadden de clavinets enkelspoelsopnemers, maar de D6 werd uitgerust met een zesspoelssysteem.

## Productie
Hohner heeft vanaf 1966 diverse modellen gemaakt, de Clavinet I, II, L, C, D6 en E7. De meeste modellen hebben 60 toetsen en 60 bijbehorende snaren, met een bereik van vijf octaven, van F tot e5. Hohner staakte de productie in 1982 en verkocht in 2000 de reserveonderdelen. In totaal zouden circa 100 000 stuks zijn gebouwd.
Het instrument was aanvankelijk bedoeld voor het thuis spelen van vroege Europese klassieke muziek en volksmuziek. De Clavinet I had een rechthoekige kast met ingebouwde versterker en luidsprekers. De Clavinet L kwam in 1968 uit en had een rechthoekige kast van gefineerd hout en houten poten, toetsen volgens een omgekeerd kleurenschema (zwart voor hele noten en wit voor halve noten) en een muziekstandaard van plexiglas. De Clavinet C (1968) had een kast van rode en witte kunststof en werd veel verkocht, vooral aan bands. De D6 kwam in 1971 uit en had vier schakelaars waarmee de toon kon worden beïnvloed, en een schuif voor variabele demping. Het laatste model, de E7, werd in 1977 geïntroduceerd en was op tal van punten verbeterd om het instrument meer geschikt te maken voor gebruik tijdens rockconcerten waar het instrument veel werd gebruikt.
Later kwam nog de Clavinet Pianet Duo uit, een combinatie van een Clavinet E7 en een Pianet model T in één kast.
De productie werd begin jaren tachtig gestaakt omdat de polyfone synthesizers in zwang raakten.

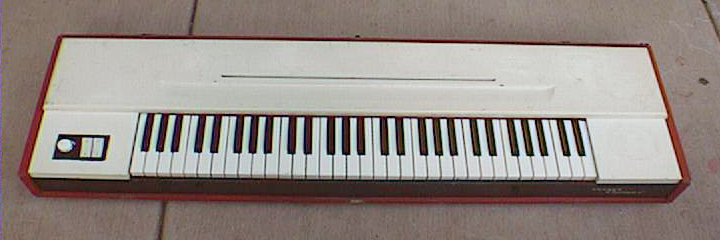
Clavinet C

## Te horen
Het heldere staccatogeluid van de clavinet is onder andere te horen op Superstition van Stevie Wonder (Clavinet C); Trampled Under Foot van Led Zeppelin (Clavinet D); Machine Gun van de Commodores; Outa-Space van Billy Preston; Rhoads to Funk van Dr. Emmett, Chameleon van Herbie Hancock en "Kid Charlemagne" van Steely Dan.